# 惊天动地 (2009年电影)
《惊天动地》，八一电影制片厂以汶川大地震解放军救援行动为背景制作的电影，为八一电影制片厂重大现实题材“三惊”系列（《惊涛骇浪》、《惊心动魄》、《惊天动地》）中的一部。2008年11月23日在北川县城地震遗址开机
。
2009年9月24日于中国大陆各大院线上映。2010年3月9日重新换装上映，其片前增加播放二十六分钟地震救援真实纪录片《为了生命》。

## 剧情概述
中国人民解放军某摩步旅旅长唐新生刚刚出色地完成了演习任务，带领队伍走在返回营地的山路上，突然地动山摇。地震发生之后，一切通讯中断，唐新生无法和上级取得联系，这时他果断地下令，率领部队赶赴最近的城市映川进行救援。本片同时还塑造了灾区的教师、学生、县委书记，援助灾区的医生、科学家、志愿者等人物群像，演绎了中华民族团结一致共同对抗大灾大难的动人故事。

## 主要演员
| 演员   | 角色     | 备注                       |
| 李幼斌 | 梁志东   | 抗震救灾前指总指挥         |
| 侯 勇  | 唐新生   | 解放军摩步旅旅长           |
| 岳 红  | 任 玥    | 中共映川县委书记           |
| 宋春丽 | 任玥母亲 |                            |
| 童 蕾  | 魏霁虹   | 海军医疗队医生，唐新生妻子 |
| 刘之冰 | 袁仲民   |                            |
| 王 嘉  | 齐红玉   | 映川县一名中学教师         |
| 徐 箭  | 张向川   | 武警军官，齐红玉的未婚夫   |
| 肖 雄  | 韩 冰    |                            |

## 音乐
主题曲《国旗飘扬的地方》
- 作词：明振江 作曲：邹航 演唱：谭晶

## 奖项
| 评奖名称               | 奖项         | 姓名 | 结果 |
| ---------------------- | ------------ | ---- | ---- |
| 第17届北京大学生电影节 | 组委会特别奖 |      | 獲獎 |
| 第30届大众电影百花奖   | 优秀故事片   |      | 獲獎 |
| 第30届大众电影百花奖   | 最佳女配角   | 王嘉 | 獲獎 |
| 第30届大众电影百花奖   | 最佳新人     | 徐箭 | 獲獎 |